# Javaans bronzemannetje
Het Javaans bronzemannetje (Lonchura leucogastroides) is een kleine zangvogel uit de familie van de prachtvinken (Estrildidae).

## Kenmerken
Deze zaadetende vogel heeft een chocoladebruin verenkleed met een fijn golfpatroon. De kop en borst zijn zwart en de buik wit. De staart en stuit zijn bruinzwart.

## Verspreiding en leefgebied
Het is een endemische vogelsoort van Indonesië.